# 와이어스
와이어스(Wyeth)는 미국의 제약 회사이다. 이 기업은 1860년 펜실베이니아주 필라델피아에서 존 와이어스 앤드 브라더(John Wyeth and Brother)라는 사명으로 설립되었다. 나중에 1930년 초 아메리칸 홈 프로덕츠(American Home Products)로 변경되었다가 2002년 와이어스(Wyeth)로 변경되었다.
와이어스는 일반의약품 감기약과 진통제 애드빌(이부프로펜), 프레마린과 벤라팍신을 제조하였다.

## 자회사
- Wyeth Consumer Healthcare
- Wyeth Pharmaceuticals
- Fort Dodge Animal Health (1912년 설립)